# Ciera Payton
Ciera Payton (Hattiesburg, 26 de enero de 1986) es una actriz y escritora estadounidense. Obtuvo reconocimiento al interpretar el papel protagonista en la película El vuelo de la ira junto a Steven Seagal. Interpretó el papel de Zia en la serie de televisión The Walking Dead (2017), de Grace en General Hospital (2017), de Casandra en Graceland (2014) y de Laurie Perkins en NCIS.

## Filmografía

### Cine
| Año  | Título                     | Papel          | Notas |
| ---- | -------------------------- | -------------- | ----- |
| 2007 | Flight of Fury             | Jessica        |       |
| 2008 | Jump Out Boys              | Maria          |       |
| 2009 | Madea Goes to Jail         | Detective      |       |
| 2009 | The Way Home               | Tasha          | Corto |
| 2010 | Moth to a Flame            | Kara           | Corto |
| 2012 | A Woman's Worth Short Film | Melissa        | Corto |
| 2013 | Paradise                   | Stripper       |       |
| 2013 | Oldboy                     | Capri          |       |
| 2015 | American Bad Boy           | Raven          |       |
| 2015 | The Runner                 | Lucy Hall      |       |
| 2015 | Guiltless                  | Ciera          | Corto |
| 2016 | Forward                    |                | Corto |
| 2016 | 59 Seconds                 |                |       |
| 2018 | Dangerous Daze             | Benita Bangs   | Corto |
| 2019 | A Madea Family Funeral     | Sylvia         |       |
| 2019 | Afterthoughts              | Paige Aldridge | Corto |
| 2019 | SKIP: The Rhythm of Hope   | Jane           | Corto |

### Televisión
| Año     | Título                     | Papel            | Notas           |
| ------- | -------------------------- | ---------------- | --------------- |
| 2008    | All My Children            | Reportera        | 1 episodio      |
| 2009    | Midnight Bayou             | Effie            | Telefilme       |
| 2010    | Fake It Til You Make It    |                  | 2 episodios     |
| 2011    | The Closer                 | Keisha Murphy    | 1 episodio      |
| 2011    | Torchwood                  | Janet            | 1 episodio      |
| 2012    | Californication            | Prostituta       | 1 episodio      |
| 2012    | Body of Proof              | Eve Johnson      | 1 episodio      |
| 2012    | The Mentalist              | Angel            | 1 episodio      |
| 2012    | Days of Our Lives          | Martine Kent     |                 |
| 2012    | Common Law                 | Kelly            | 1 episodio      |
| 2013    | NCIS: Los Angeles          | Ellen            | 1 episodio      |
| 2013    | The Other Door             | Melissa          | Telefilme       |
| 2013–14 | Graceland                  | Cassandra        | 3 episodios     |
| 2014    | First                      | Nikki            | 1 episodio      |
| 2014    | Wild Card                  | Laila            | 1 episodio      |
| 2014    | Bad Teacher                | Meg              | 3 episodios     |
| 2014    | It Could be Worse          |                  | 1 episodio      |
| 2015    | Reconcilable Differences   | Eve              | 2 episodios     |
| 2015    | Real Husbands of Hollywood | Tracy            | 1 episodio      |
| 2015    | What's Bullying?           | Maestra          | Telefilme       |
| 2016    | NCIS                       | Laurie Perkins   | 1 episodio      |
| 2017    | General Hospital           | Grace McMorris   | 2 episodios     |
| 2017    | Indoor Boys                | Alyssa           | 1 episodio      |
| 2017    | Ballers                    | Lydia            | 1 episodio      |
| 2017    | The Walking Dead           | Zia              | 1 episodio      |
| 2019    | Being Mary Jane            | Keia             | 1 episodio      |
| 2019    | She's Gotta Have It        | Jameelah Hawkins | Papel principal |
| 2019    | Tyler Perry’s The Oval     | Lily Winthrop    | Papel principal |